# Château de Sourniac
Le château de Sourniac, également appelé château de Sartiges se trouve sur la commune de Sourniac, dans le Cantal, en France.

## Localisation
Situé à 630 mètres d’altitude à l'est du village et au nord de Mauriac, près d'un étang, c'est une propriété privée qui ne se visite pas.

## Historique

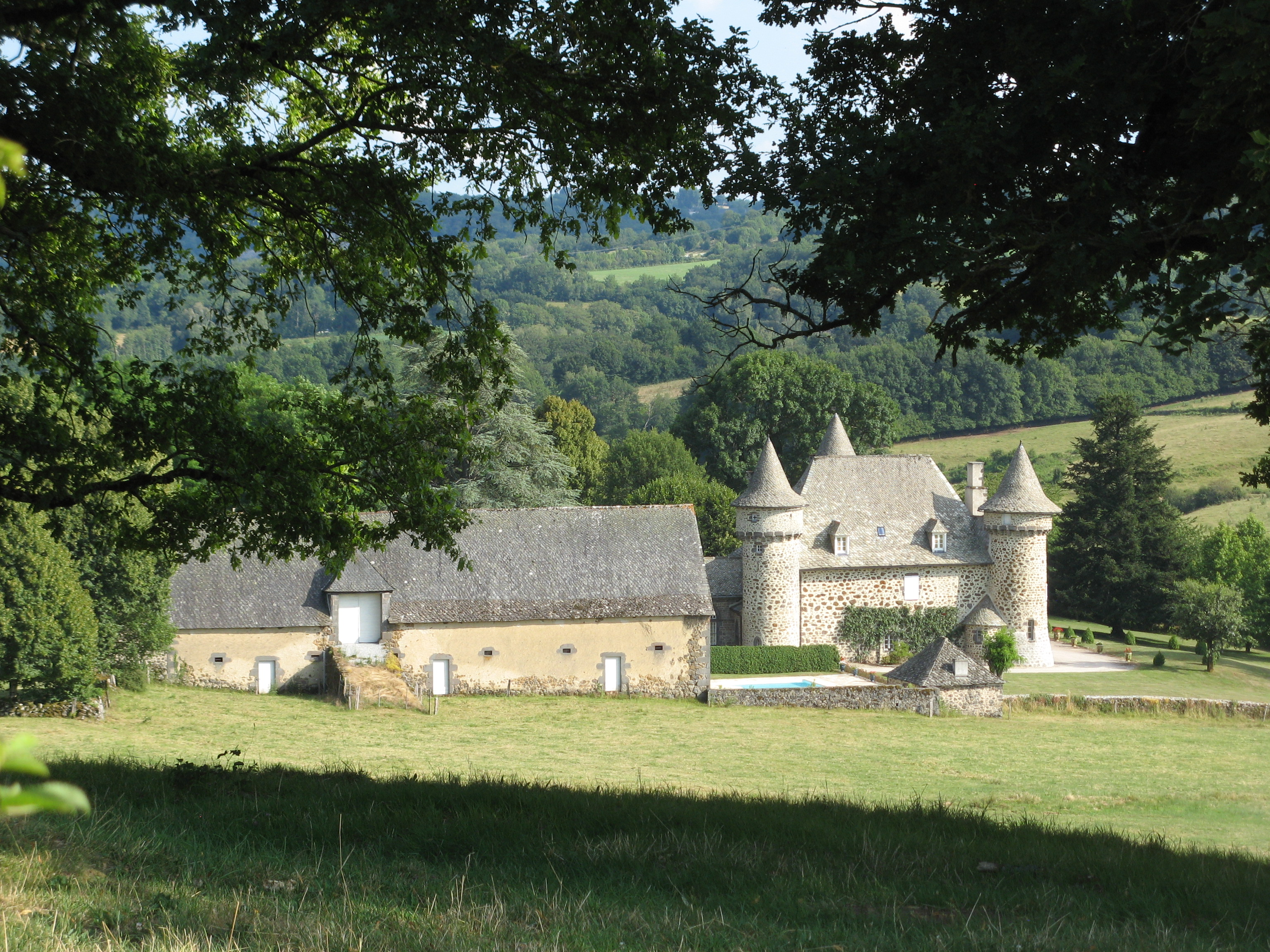
Le château et les communs en 2018.

S'il ne reste que quelques traces dans la propriété du château fort médiéval datant probablement du XIe siècle et détruit au XIVe par les Anglais de Robert Knolles, le château actuel date de 1636. Il a été saccagé lors de la Révolution fin juin et début juillet 1789.
Fief de la famille de Sartiges, il est rénové par le comte Louis de Sartiges. Une aile de communs du milieu du XVIIIe siècle détruite par un incendie en 1885 est remplacée en 1890 par une chapelle néo-romane sur des plans de l'architecte auvergnat René Moreau.

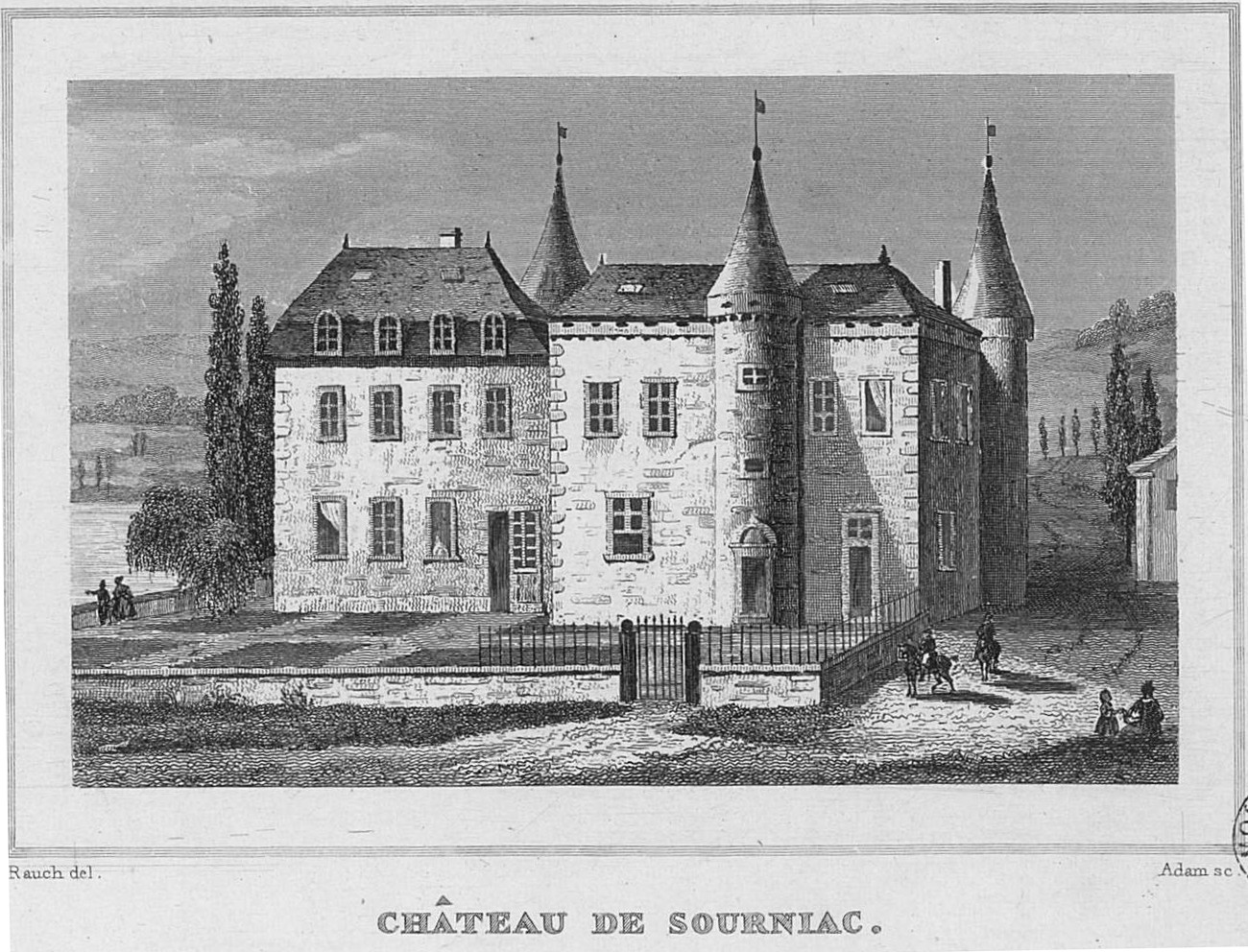
Estampe de Jean Victor Adam, tirée du "Guide pittoresque du voyageur en France" (Tome 4), paru à Paris chez Firmin-Didot, datée de 1834 Bibliotheque du patrimoine de Clermont Auvergne Métropole

Le château est partiellement inscrit à l'inventaire des monuments historiques par arrêté du 8 mars 1983 pour les façades et toitures y compris celles de la chapelle. C'est également un site inscrit depuis le 27 août 1943.

## Description
Dans un style composite associant architecture médiévale et renaissance, il compte trois tours rondes réparties autour du logis principal. Une chapelle aux ouvertures néo-gothiques y est attenante.

## Parc
Un étang d'environ un hectare s'y trouve.